# Italienische Badmintonmeisterschaft 2009
Die Italienische Badmintonmeisterschaft 2009 fand vom 6. bis zum 8. März 2009 in Ostia statt.

## Medaillengewinner
| Disziplin    | Gold                            | Silber                           | Bronze                               |
| ------------ | ------------------------------- | -------------------------------- | ------------------------------------ |
| Herreneinzel | Giovanni Greco                  | Marco Mondavio                   | Enrico Galeani                       |
| Herreneinzel | Giovanni Greco                  | Marco Mondavio                   | Giovanni Traina                      |
| Dameneinzel  | Elena Chepurnova                | Verena Leiter                    | Federica Panini                      |
| Dameneinzel  | Elena Chepurnova                | Verena Leiter                    | Anna von Hepperger                   |
| Herrendoppel | Luigi Izzo Giovanni Traina      | Enrico Galeani Rosario Maddaloni | Alexander Kantioler Daniel Scanferla |
| Herrendoppel | Luigi Izzo Giovanni Traina      | Enrico Galeani Rosario Maddaloni | Giovanni Greco Pierluigi Musiari     |
| Damendoppel  | Federica Panini Erika Stich     | Carmen Thanei Katrin Thanei      | Isabel Delueg Franziska Kofler       |
| Damendoppel  | Federica Panini Erika Stich     | Carmen Thanei Katrin Thanei      | Verena Leiter Lisa Ortner            |
| Mixed        | Giovanni Traina Federica Panini | Luigi Izzo Erika Stich           | Alex Ziller Verena Leiter            |
| Mixed        | Giovanni Traina Federica Panini | Luigi Izzo Erika Stich           | Pierluigi Musiari Anna von Hepperger |